# آرثر بارو
آرثر بارو (19 يوليو 1897 في المملكة المتحدة - 19 يوليو 1943) (بالإنجليزية: Arthur Barrow)‏ هو لاعب كريكت بريطاني (وحمل سابقاً جنسية المملكة المتحدة لبريطانيا العظمى وأيرلندا). لعب مع نادي مقاطعة غلوستر للكريكت ‏.

## وصلات خارجية
- آرثر بارو على موقع إي آس بي آن كريك إنفو (الإنجليزية)